# Xã Osago, Quận Nelson, Bắc Dakota
Xã Osago (tiếng Anh: Osago Township) là một xã thuộc quận Nelson, tiểu bang Bắc Dakota, Hoa Kỳ. Năm 2010, dân số của xã này là 31 người.